# Марк (папа)
Вижте пояснителната страница за други личности с името Марк.
Свети Марк или Маркус е римски папа в периода от 18 януари 336 до 7 октомври 336 г.
Малко е известно за живота му. Според Liber Pontificalis той е римлянин и негов баща е някой си Приск.
Смята се, че той е основател на базиликата Сан Марко в Рим и на базилика Juxta Pallacinis извън града.
Папа Марк умира по естествени причини и е погребан в катакомбите на Балбина.
Обявен е за светец от Римокатолическата църква и паметта му се почита на 7 октомври.